# Langues aïnoues-minoennes
Les langues aïnoues-minoennes forment une famille de langues hypothétique proposée par Alexander Akulov (2018) et soutenue par Tresi Nonno (2021). Il s'agit d'une variante de l'hypothèse dené-caucasienne, rejetée par une majorité de linguistes.

## Classification interne
Alexander Akulov (2015) tente premièrement de prouver une relation génétique entre les langues aïnoues et grand-andamanaises, dans une famille hypothétique de langues aïnoues-andamanaises. Pour cela, il utilise l'index d'habilité de préfixation et l'index de corrélation verbale grammaticale. Selon lui, cette méthode prouve que l'aïnou proviendrait d'un endroit plus au Sud que celui où il est parlé actuellement, et que les deux familles de langues seraient aussi éloignées l'une de l'autre que l'anglais et le persan (deux langues indo-européennes). Il rejette alors l'hypothèse d'une relation entre les langues aïnoues et les langues austroasiatiques, austronésiennes ou altaïques, car il considère que la classification génétique des langues devrait se faire par l'analyse de traits structurels et grammaticaux plutôt que sur la comparaison du lexique,, mais suppose que les langues aïnoues-andamanaises sont plutôt liées à certaines langues papoues occidentales et aux langues halmaheranes,.
Par la suite, suivant la même méthode, il étend son hypothèse aux langues sino-tibétaines, formant une famille de langues aïnoues-andamanaises-sino-tibétaines. Selon lui, les langues aïnoues sont en particulier proches du qiang, ce qu'il explique par une possible influence des langues austriques sur le mandarin.
Ensuite, il inclut d'autres langues telles que les langues abkhazo-adyguéennes, le minoen et le hattique dans le groupe, qu'il renomme en « langues aïnoues-minoennes »,, exclut la possibilité d'une relation avec l'étrusque et les langues hourro-urartéennes en raison de leur absence de préfixation et de leur présence de suffixation et de postpositions, et ouvre des possibilités avec d'autres familles de langues. Il propose ainsi la classification suivante :
- Langues aïnoues-minoennes
  - Langues grand-andamanaises
  - Langues aïnoues
  - Langues sino-tibétaines
  - 
    - Langues caucasiennes du Nord-Ouest
    - 
      - Minoen
      - Hattique

Ensuite, à l'aide de mots qu'il considère comme des cognats kets et proto-ienisseïens avec les langues caucasiennes du Nord-Ouest et l'hattique, ainsi que des emprunts de la langue hypothétique des Paja ul deˀŋ en same de Kildin, il rattache les langues ieniseïennes et le paja ul deˀŋ aux langues aïnoues-minoennes. Il repropose une nouvelle classification, cette fois-ci avec deux branches, :
- Langues aïnoues-minoennes
  - branche occidentale
    - 
      - Langues caucasiennes du Nord-Ouest
      - 
        - Hattique
        - Minoen

    - 
      - Langues ienisseïennes
      - Paja ul deˀŋ

  - branche orientale
    - Langues sino-tibétaines
    - Langues aïnoues
    - Langues grand-andamanaises

Il considère plus tard que le paja ul deˀŋ se situe entre les langues ienisseïennes et les autres groupes aïnous-minoens occidentaux,.
Les langues caucasiennes du Nord-Est sont ensuite incluses, mais Akulov (2021a) critique les méthodes utilisées par Starostin et d'autres linguistes consistant à comparer le lexique dit « basique ». Par ailleurs, il rejette le lien entre cette dernière famille de langues et les langues hourro-urartéennes.
Ensuite, il propose de rattacher le sumérien à son hypothèse suivant la même méthode, et qualifie les autres hypothèses sur l'affiliation de cette langue de « ridicule » ou « semblable à une pièce de vaudeville ». Il suppose que le sumérien est en particulier proche du caucasien nord-oriental.

## Histoire
Le proto-aïnou-minoen serait apparu entre 50 000 et 60 000 ans avant J.-C., et les différentes branches auraient divergé par la suite. Sur la base d'analyses génétiques de l'haplogroupe Y-D, présent chez les populations qiangs, tibétaines, andamanaises et aïnoues, Akulov suppose que la branche orientale de sa famille hypothétique est originaire du Golfe du Bengale. Selon Tresi Nonno (2021), les langues grand-andamanaises ont été les premières à se séparer du groupe.

## Contradictions
Le consensus parmi les linguistes est que les langues de ce groupe ne sont pas apparentées. Dans certains cas, les linguistes sont partagés.
La relation entre le grand-andamanais et l'aïnou n'a été étudiée qu'à travers la méthode d'Akulov, mais l'aïnou d'un côté,, et le grand-andamanais de l'autre sont généralement reconnus pour être respectivement un isolat et une famille de langues isolée.